# Glencoemassakern

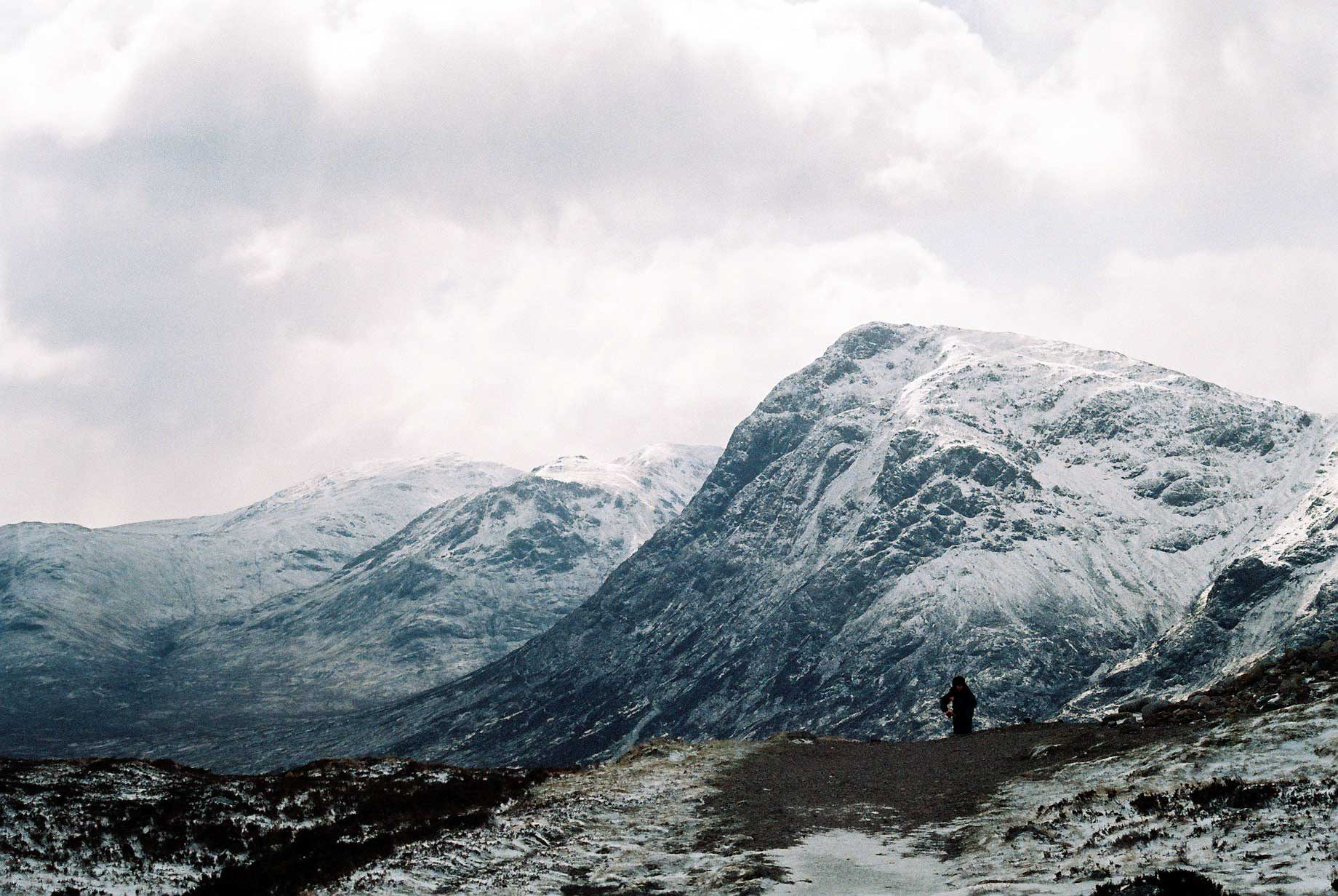
Glen Coe

Glencoemassakern ägde rum den 13 februari 1692 då hertigen av Argylls soldater dödade minst 38 personer ur klanen Macdonald på grund av boskapsstölder. Ytterligare 40 kvinnor och barn dog efter att deras hem hade bränts.
Regeringen i Edinburgh hade 1691 i en proklamation till höglandsklanerna förklarat var och en, som ej innan årsskiftet svurit trohetsed till kungaparet Vilhelm och Maria, för förrädare. Samtidigt hade en penningsumma i hemlighet anslagits till mutor åt klanhövdingarna för att på så sätt påskynda det nya kungaparets erkännande i Högländerna, varvid emellertid statssekreteraren lord Stair torde ha önskat, att några klaner skulle dröja med erkännandet länge nog för att ge regeringen anledning att genom skarp tuktan injaga skräck och därigenom förekomma framtida jakobitiska resningar. 
Ian Macdonald, hövding för klanen Macdonald i Glencoe och vanligen känd under namnet MacIain, hade jämte sin klan länge stulit boskap från markisen av Breadalbane (som tillhörde klanen Campbell) i grannskapet belägna gods, och denne sökte i samband med förhandlingarna avkräva MacIain ersättning för detta, vilket gjorde, att han, som insåg att underkastelsen inte skulle medföra någon personlig fördel för honom, motarbetade förhandlingarna och i det längsta fördröjde att själv avlägga eden, så att han och hans klan till sist var de enda kvarvarande. 
Den 31 december 1691 infann sig MacIain vid Fort William för att avlägga eden, men där fanns – troligen genom myndigheternas intriger – ingen civil ämbetsman. Han skyndade då till fots genom snöfyllda bergspass till Inveraray och avlade där, 6 januari 1692, eden inför sheriffen. Rådssekreteraren i Edinburgh vägrade sedan utfärda intyg om edsförsäkrans emottagande, vilket MacIain inte underrättades om. 
Lord Stair gladdes över MacIains missöde och utverkade av kung Vilhelm en order om att låta utplåna Glencoe-Macdonald-klanen. Till detta utsågs och beordrades 120 man av Macdonaldklanens arvfiende, hertigen av Argylls, regemente under befäl av kapten Campbell av Glenlyon. De ankom den 1 februari 1692 till dalen och mottogs av den omisstänksamma befolkningen med gästfrihet, men överföll tidigt på morgonen den 13 februari sina intet ont anande värdar. 
Åtminstone 38 män dödades, och ett stort antal kvinnor, barn och äldre män omkom i snön under sin flykt upp i bergen. Bland de först dödade var klanhövdingen MacIan. Lord Stair var visserligen inte personligen ansvarig för det lömska sätt, varpå hans befallning utfördes, men delar med kung Vilhelm, Argyll och Breadalbane ansvaret för det skedda samt uttryckte sedan sin belåtenhet med ogärningen. En parlamentarisk kommission brännmärkte den visserligen 1695 såsom ”stridande mot mänsklighetens och gästvänskapens lagar” samt klandrade Stair för ”överdrivet nit”, men därtill inskränkte sig efterräkningarna.

## Populär kultur
Massakern har gett upphov till den populära folkballaden "Massacre of Glencoe". Händelsen inspirerade även det "Röda Bröllopet" i George R. R. Martin romanserie "Sagan om is och eld". 1971 filmatiserades händelsen av BBC.